# 宮廷棋
宮廷棋 （Court），是葡萄牙人João Pedro Neto於2001年推出的兩人棋類，吃子、種類如同象棋類遊戲。

## 棋具
- 棋盤8*8方格。
- 每方有扁圓型棋子十四枚，代表農奴，以顏色區分敵我。每方還各有藍石頭兩枚、紅石頭兩枚。

## 規則
- 初始布置為，十二枚農奴放於除兩側以外的己側第二、三橫行。其餘兩枚與石頭先置於一旁。

- 每方輪流作作以下動作之一。
  - 升級：選擇將一枚棋子、或一枚藍石頭、或一枚紅石頭，放在在棋盤的一枚己方農奴上，以代表變為其他種類。
    - 棋子上有藍石頭代表升級為貴族。
    - 棋子上有紅石頭代表升級為僧侶。
    - 兩枚棋子相疊代表升級為莊主。

  - 移動一枚己棋。除農奴有特別規定外，其餘種類移動皆至空處或敵棋處。若移至敵棋處，將該敵棋移除不再使用，紅石頭、藍石頭則成為吃子方所有，以後回合可再放入替己方農奴升級。
    - 農奴移至朝正前空鄰格；或至有敵棋的前斜鄰格。
    - 貴族能跳至在正向一格後再外移斜向一格的位置，如同西洋棋的騎士，可越子。
    - 僧侶斜向移動任意格，不得越子。
    - 莊主正向移動任意格，不得越子。

- 困斃所有敵棋或消滅敵方所有農奴為勝[1]。

## 外部連結
- 遊戲介紹（页面存档备份，存于）
- 遊戲下載